# آیک برد
آیک برد (انگلیسی: Ike Bird; ۱۴ اوت ۱۸۹۵ – ۲۲ ژوئن ۱۹۸۴) بازیکن فوتبال اهل بریتانیا بود.
از باشگاه‌هایی که در آن بازی کرده‌است می‌توان به باشگاه فوتبال لینکولن سیتی اشاره کرد.